# داروی عشق
داروی عشق (به انگلیسی: Love Is the Drug) (همچنین به عنوان معتاد به عشق نیز شناخته می‌شود) یک فیلم درام آمریکایی محصول سال ۲۰۰۶ به کارگردانی الیوت لستر است. این فیلم در لس آنجلس فیلمبرداری شده‌است. اولین بار این فیلم در ژانویه سال ۲۰۰۶ در جشنواره فیلم Slamdance مشاهده شد، پیش از آنکه به‌طور محدود در سیاتل، در ۶ اکتبر ۲۰۰۶ منتشر شود. این فیلم با بازی جان پاتریک آمه‌دوری، لیزی کاپلان و دی. جی. کوترانا همراه می‌باشد. فیلم داستان یک جدال اجتماعی را روایت می‌کند.